# Diego Antl
Diego Antl (Mar del Plata, 8 febbraio 1990) è un rugbista a 15 e rugbista a 7 argentino, di ruolo utility back e internazionale per la Italia di rugby a 7.

## Biografia
Diego Antl è nato a Mar del Plata nella Provincia di Buenos Aires, iniziò a giocare a rugby all'età di cinque anni e si formò rugbisticamente nel Commercial Rugby Club. Nel 2009 passò al La Plata giocando nell'URBA Top14.
Nel 2013 si trasferì in Italia giocando per Brescia impegnata in Serie A. A causa del fallimento della società passò al Piacenza e dopo un anno tornò a Brescia. Nel 2017 venne ingaggiato dalla S.S. Lazio esordendo in Eccellenza. Durante l'anno a Roma venne selezionato per la Nazionale seven.
Nel 2018 approdò al Rovigo esordendo a dicembre nella vittoria con Verona. Con la squadra di Umberto Casellato ha conquistato nel 2019 il primo titolo in Italia, la Coppa Italia.
Dal 2019 è giocatore di formazione italiana.

## Palmarès
- Campionati italiani: 1
Rovigo: 2020-21
- Coppe Italia: 1
Rovigo: 2019-20